# The Cleveland–Loretta Quagmire
The Cleveland–Loretta Quagmire («Кливленд — Лоретта Куагмир») — пятая серия четвёртого сезона мультсериала «Гриффины». Премьерный показ состоялся 12 июня 2005 года на канале FOX.

## Сюжет
Питер приглашает своих друзей устроить вечеринку на своей лодке в открытом море. Выпивший Брайан делает неуклюжие попытки ухаживать за Мег, чем приводит ту в ужас. Куагмир вылавливает рыбу, и та падает в декольте Лоретты Браун, после чего та начинает обнимать Куагмира. Муж Лоретты, Кливленд, появляется в тот момент, когда рука Куагмира зажата грудью Лоретты, но ничего не заподозрил. Наконец, рыба извлечена, и Лоретта делает Куагмиру весьма неприличное предложение, смущая его.
Во время игры в шарады Джо падает за борт. Парализованного полицейского спасают два португальца (нанятых Питером), которые возвращают его к жизни. Это наводит Лоис на мысль, что никто в их семье не знает, что делать в таких ситуациях, поэтому она настаивает, чтобы все прошли необходимые курсы. У Питера ничего не получается: его немедленно прогонят за неприличное поведение — он стягивает с людей штаны, чтобы проверить, не обделались ли они.
Питер и Брайан слышат крики из дома Кливленда. Ворвавшись, они видят Лоретту, занимающуюся сексом с белым мужчиной с татуировкой на ягодицах. Смущённые, они убегают, и не узнают в незнакомце Куагмира. Питер и Брайан решают никому не рассказывать о происшествии. Однако вскоре они рассказывают о случившемся Лоис, Суонсонам и Куагмиру. Питер вызывается сказать всё Кливленду, и делает это в баре «Пьяная Устрица».
Кливленд спокойно обо всем расспрашивает свою жену, а та агрессивно отвечает, что ей нужен «настоящий мужик». Кливленд уходит из дома. Питер, чувствуя ответственность за друга, предлагает тому пожить в их доме. Также Питеру приходит в голову, что Кливленду нужно отомстить обидчику, и они с Брайаном идут за советом к Куагмиру. Тот открывает им дверь, обнажённый до трусов, демонстрируя ту самую татуировку. Тайна раскрыта, и Питер с Брайаном, несмотря на возражения Куагмира, немедленно всё рассказывают Кливленду. Тот не проявляет никаких эмоций.
Растормошить Кливленда пытаются и Лоис (рассказывая о женских чувствах и мечтаниях), и Питер (отводя того на соревнования по рестлингу), но ничего не выходит. Тогда Питер устраивает «маскарад»: он надевает на сопротивляющегося Брайана маску Лоретты, а на себя — маску Куагмира. После этого Кливленд приходит в себя и клянётся убить Куагмира.
Кливленд начинает охоту за Куагмиром, и Питер понимает, что переборщил, поэтому прячет Гленна в доме мэра Адама Веста. Однако мэр слишком психически неуравновешен, и Куагмир сбегает домой, желая извиниться перед Кливлендом. Тот выходит на разговор с бейсбольной битой. Куагмир повержен, но Кливленд понимает, что не может причинить вред живому человеку, как бы он ни был зол.
Питер обманом заманивает Лоретту на свидание с Кливлендом, но из этого ничего не выходит, пара принимает решение о разводе.
Кливленд и Куагмир приносят друг другу взаимные извинения и вымещают остатки злобы на боксёрском ринге.

## Создание
Авторы сценария: Патрик Генри и Майк Генри, режиссёр: Джеймс Пардам, приглашённые знаменитости: Эмирил Лагэйсс и Рэнди Сэвидж (камео)
- Лоретта (жена Кливленда) больше не появится до седьмого сезона, эпизода «Love Blactually».
- Из комментариев к DVD[1]:
  - Хотя у Кливлендов и есть сын, нам ничего не говорится о его судьбе после развода родителей, и этот недочёт признали создатели эпизода. Впрочем, из связного мультсериала «Шоу Кливленда», вышедшего на экраны в 2009 году, становится ясно, что Кливленд-младший остался с отцом.
  - Раскрылась причина удаления Лоретты из сериала: Алекс Борштейн, озвучивающая Лоретту, Лоис и других женских персонажей, заявила, что озвучивание Лоретты вредит её горлу. Создатели сериала пошли на уступки актрисе, и удалили персонаж из сюжетов.
  - Сет Макфарлейн заявил, что, Майк Генри (голос Кливленда Брауна) всегда считал, что Ванда Сайкс больше подойдет Кливленду на роль жены, потому что «у них совпадают энергетические уровни». Поэтому Ванда будет играть подружку Кливленда в остальных сериях сезона.
  - Питер и квартет парикмахеров распевают веселую песню о СПИДе, танцуя вокруг постели больного этим заболеванием. Это вызвало протест некоторых организаций, помогающих больным СПИДом[2]. Создатели эпизода признали, что песня совершенно бездарная, и что это — всего лишь шутка («the song is meant to be tasteless, because that’s the joke»).
- Премьеру эпизода посмотрели 8 350 000 зрителей[3].
- Перед тем, как рассказать об измене Лоретты, Питер с Брайаном в один день успевают побывать в Италии, Франции, Диснейленде, Великобритании, на Гавайях и в нескольких других местах.
- Мэр Адам Вест, охраняя Куагмира, изображает из себя стража Букингемского дворца.